# Landesschülervertretung Thüringen
Die gemeinsame Landesschülervertretung Thüringen ist die landesweite Vertretung der Schüler an weiterführenden staatlichen Schulen in Thüringen.

## Zusammensetzung und Aufbau
Die Landesschülervertretung Thüringen (nachfolgend LSV genannt) setzt sich, gemäß dem Thüringer Schulgesetz und der Thüringer Mitwirkungsverordnung, aus den Landesschülersprechern der Schularten zusammen.  Aus der Mitte der Landesschülersprecher und deren Stellvertreter wird ein Landesvorstand gewählt, welcher die Organisation innerhalb der LSV leitet und sie nach außen hin vertritt. Ihre inhaltliche Arbeit wird durch den Landesschülertag bestimmt. Dieser setzt sich aus den, auf den regionalen Schülertagen gewählten, Landesdelegierten zusammen.

## Landesschülersprecher
Alle Schülersprecher einer Schulart wählen alle 2 Jahre auf Ebene ihres jeweiligen Schulamtsbereiches einen Kreis- bzw. Schulamtsschülersprecher und seine zwei Stellvertreter. 
Alle Schulamtsschülersprecher einer Schulart wählen dann aus ihrer Mitte einen Landesschülersprecher und dessen Stellvertreter. Es gibt Landesschülersprecher für Regelschulen, Berufsschulen, Förderschulen, Gymnasien und Gesamtschulen, sowie für Gemeinschaftsschulen.

## Landesschülertag
Der Landesschülertag ist das höchste beschlussfassende Gremium der LSV. Ein Landesschülertag findet 1–2 mal jährlich statt und bringt Schülersprecher und interessierte Schüler aus ganz Thüringen für ein Wochenende oder einen Tag zusammen. Dort werden Themen, Fragen und Probleme diskutiert bzw. beantwortet. Ein Landesschülertag dient aber vor allem dazu, der inhaltlichen Arbeit der Landesschülervertretung neue Anstöße zu geben.
Auch gibt es Landesschülertage, die nicht nur dem Austausch, sondern auch dem konkreten Vorschlag eines inhaltlichen Rahmens dienen. Solche Landesschülertage zur Antragsbearbeitung, bzw. die dort verabschiedeten Anträge, setzen der LSV klare inhaltliche Ziele, die direkt den Schülersprecher des ganzen Freistaates entstammen.

## Liste der Vorstandsmitglieder (seit 2012)
| Legislatur  | Vorstandsvorsitzende/r (ab 2018: 1. Vorsitzende/-r) | Vorstandsvorsitzende/r (ab 2018: 2. Vorsitzende/-r) | (Persönliche/-r Referent/-in des Landesvorstandes bis 2024) Koordinator*in für Inneres | (Referent/-in bis 2024) Koordinator*in für Presse-und Öffentlichkeitsarbeit |
| ----------- | --------------------------------------------------- | --------------------------------------------------- | -------------------------------------------------------------------------------------- | --------------------------------------------------------------------------- |
| 2012 - 2014 | Paul Muschiol                                       | Lilly Krahner                                       | Lucas Prandi                                                                           | unbesetzt                                                                   |
| 2014 - 2016 | Berith Schumann                                     | Maximilian Reichel-Schindler                        | Robert Malsch                                                                          | Donata Vogtschmidt                                                          |
| 2014 - 2016 | Patrick Hintsche                                    | Maximilian Reichel-Schindler                        | Robert Malsch                                                                          | Donata Vogtschmidt                                                          |
| 2014 - 2016 | Tim Sommer                                          |                                                     | Robert Malsch                                                                          | Donata Vogtschmidt                                                          |
| 2016 - 2018 | Tim Muschiol                                        | Christoph Strohm                                    | Stefanie Wötzel                                                                        |                                                                             |
| 2016 - 2018 | Tim Muschiol                                        | Hannes Leiteritz                                    | Stefanie Wötzel                                                                        | unbesetzt                                                                   |
| 2016 - 2018 | Xenia Schubert                                      | Hannes Leiteritz                                    | Alexander Blümel                                                                       | Cindy Becker                                                                |
| 2018 - 2020 | Selma Konrad                                        | Benjamin Levin Mann                                 | Sebastian Friedrich                                                                    | Leon Schwalbe                                                               |
| 2018 - 2020 | Selma Konrad                                        | Danilo Baier                                        | Sebastian Friedrich                                                                    | Leon Schwalbe                                                               |
| 2018 - 2020 | Selma Konrad                                        | Sebastian Friedrich                                 | Alexandra Zeth                                                                         | Leon Schwalbe                                                               |
| 2018 - 2020 | Selma Konrad                                        | unbesetzt                                           | Alexandra Zeth                                                                         | Leon Schwalbe                                                               |
| 2020 -2022  | Vincent Raue                                        | Helena Haaré                                        | Martin Winges                                                                          | Lotta Moraweck                                                              |
| 2022 -2024  | Helena Haaré (bis 2024) Kiara Hertel                | Kiara Hertel (bis 2024) Maja Zaubitzer              | Leon Sachs                                                                             | Paulina Neeb                                                                |
| 2024-       | Erik Sczygiol                                       | Ben Kottek                                          | Marius Lange                                                                           | Ingrid Osburg                                                               |